# Sigurd Slembe
Sigurd Slembe (nòrdic antic: Sigurðr slembidjákn, ? - 1139), va ser un pretendent al tron de Noruega a finals de la dècada de 1130.
Sigurd Slembe era un home desconegut quan va arribar a Noruega el 1135 o 1136, procedent d'Irlanda. Va afirmar ser un fill del rei Magnus III que havia tingut quan es trobava en campanya a Irlanda. Segons les seves conjectures, era mig germà del rei que es trobava al tro, Harald Gille, un altre irlandès que havia arribat al tro després d'assegurar, també, ser fill de Magnus III.
Sigurd Slembe li va demanar a Harald Gille compartir el poder, un costum llavors molt comú a Noruega. El monarca no el va reconèixer com a germà, per la qual cosa Sigurd es va autoproclamar rei i va conspirar per assassinar Harald, fet que va succeir a Bergen, quan Harald dormia, el 1136.
L'assassinat de Harald li va causar tenir múltiples enemistats. Buscant un suport, va rescatar a Magnus Sigurdsson de la seva presó en un monestir i el va nomenar co-rei. Magnus Sigurdsson era un rei que havia estat enderrocat per Harald Gille i era, suposadament, nebot de Sigurd Slembe. Davant l'incapacitat de Magnus, que havia estat mutilat per Harald Gille, Sigurd Slembe es va encarregar del govern en el seu nom. De manera paral·lela, els seguidors de Harald van nomenar com a reis als fills d'aquest, Inge i Sigurd, i es va desencadenar la guerra civil.
Encara que Magnus comptava amb cert suport a l'orient de Noruega, les seves forces i les de Sigurd Slembe van ser superades per les dels seus enemics i cap al final de la dècada de 1130, encara que es mantenien com a oposició, les seves campanyes es trobaven bastant limitades. Magnus i Sigurd van ser derrotats definitivament a la batalla de Holmengrå el 1139. Sigurd Slembe va ser fet presoner i torturat fins a la mort, posant així fi a la guerra civil.

## Herència
Les cròniques esmenten el seu matrimoni amb Audhild Moddansdatter d'Escòcia (1100 - 1128), amb qui va tenir una filla anomenada Ingegerd Sigurdsdatter (n. 1128) que es va casar amb Håkon klo Havardsson (n. 1126) de les Illes Òrcades, fill d'Håvard Gunnarsson i net d'un cabdill viking anomenat Bergljot.

## En la cultura contemporània
En memòria seva, l'escriptor noruec Bjørnstjerne Bjørnson va crear el 1863 el drama històric Sigurd Slembe.